# 34-я улица — Геральд-сквер (Нью-Йоркское метро)
34-я улица — Геральд-сквер (англ. 34th Street — Herald Square) — подземный пересадочный узел, расположенный в Мидтауне, на пересечении 6-й авеню, Бродвея и 34-й улицы.
В пересадочный узел входят станции следующих линий:
- линия Бродвея, Би-эм-ти,
- линия Шестой авеню, Ай-эн-ди.

На станциях пересадочного узла останавливаются маршруты:
- B, W (в будни днём и вечером до 23:00),
- D, F, N, Q (круглосуточно),
- <F> (в часы пик в пиковом направлении),
- M (в будни днём и вечером),
- R (круглосуточно, кроме ночи).

На 2019 год пересадочный узел занимает 3-е место по пассажиропотоку: 39 385 436 пассажиров в год.
Пересадочный узел имеет длинный мезонин, расположенный над платформами. Мезонин один и имеет форму креста (так как линии, а соответственно и их платформы пересекаются). К платформам на Broadway Line с мезонина ведут три лестницы и два лифта для инвалидов (к каждой). К Sixth Avenue Line ведут три пары эскалаторов, потому что платформы Sixth Avenue Line расположены глубже, чем Broadway Line, и одними лестницами тут не обойтись. Все турникетные залы расположены в мезонине.
В свою очередь, мезонин имеет выход уже непосредственно «в город». Один из них расположен в северной части мезонина и ведёт на 35-ю улицу. Также имеется два выхода к перекрёстку 34-й улице, Бродвея и 6-й авеню. Западный открыт все время, в отличие от восточного, работающего в определённые часы. Когда восточный вход закрыт, работают только два полноростовых турникета, причём только на выход. Имеется длинный подземный переход на станцию PATH — 33rd Street. В этом переходе имеется лифт, ведущий на улицу.
Существует ещё один мезонин, находящийся с южного конца платформ Sixth Avenue Line и имеющий доступ к обоим через лестницы. Мезонин расположен прямо под платформой PATH и ведёт к 32-й улице. Из этого мезонина также есть выход, сразу ведущий в здание Манхэттенского торгового центра.
Ко всему прочему, до 1990-х годов существовал подземный переход, ведущий к Пенсильванскому вокзалу, находящемуся в одном квартале к западу от пересадочного узла. Но в 1990-х тоннель был закрыт, из-за чего сейчас пассажирам приходится идти по 34-й улице.
В конце 1970-х годов узел претерпел капитальный ремонт. Были заменены плитки, названия станции, осветительные приборы. В 1990-х пересадочный узел вновь был отремонтирован: были поставлены лифты, отремонтированы лестницы, вновь обновлены лампы, а также налажена система оповещения пассажиров.

## Платформы линии Бродвея, Би-эм-ти
|     |   |   |     |     |   |   |     |
| · л | · | · | · э | · э | · | · | · л |

|     |   |   |     |     |   |   |     |
| · л | · | · | · э | · э | · | · | · л |

«34-я улица — Геральд-сквер» (англ. 34th Street–Herald Square) — станция Нью-Йоркского метрополитена, расположенная на линии Бродвея, Би-эм-ти.  На станции останавливаются маршруты: N (круглосуточно), Q (круглосуточно), R (круглосуточно, кроме ночи) и W (в будни днём и вечером до 23:00). Экспресс-пути используются маршрутами N (в будни днём и вечером) и Q (круглосуточно, кроме ночи). Локальные пути используются маршрутами: N (ночью и в выходные), Q (ночью), R (круглосуточно, кроме ночи) и W (в будни днём и вечером до 23:00). Она представлена четырьмя путями и двумя островными платформами прямой формы. Этот уровень пересадочного узла был открыт через несколько лет после открытия станции 33rd Street в составе PATH. Платформы IND Sixth Avenue Line были открыты ещё позже.
Каждая платформа имеет три лестницы и один лифт, которые ведут в главный мезонин, находящийся над северной половиной платформ. Ещё по одной лестнице с каждой платформы ведут в другой мезонин, обеспечивающий доступ к Манхэттенскому Торговому Центру и 32-й улице. Севернее станции расположены многочисленные съезды, в том числе и перекрёстные.

## Платформы линии Шестой авеню, Ай-эн-ди
|     |   |   |     |     |   |   |     |
| · л | · | · | · э | · э | · | · | · л |

|     |   |   |     |     |   |   |     |
| · л | · | · | · э | · э | · | · | · л |

«34-я улица — Геральд-сквер» (англ. 34th Street–Herald Square) — станция Нью-Йоркского метрополитена, расположенная на линии Шестой авеню, Ай-эн-ди.  На станции останавливаются маршруты: B (в будни днём и вечером до 23:00), D (круглосуточно), F (круглосуточно), <F> (в часы пик в пиковом направлении) и M (в будни днём и вечером). Экспресс-пути используются маршрутами B (в будни днём и вечером до 23:00) и D (круглосуточно). Локальные пути используются маршрутами: F (круглосуточно), <F> (в часы пик в пиковом направлении) и M (в будни днём и вечером). Равно как и соседняя станция BMT Broadway Line, состоит из четырёх путей и двух островных платформ. Мезонин тоже располагается в северной половине станции, и на него ведут многочисленные лестницы, лифт на платформах находится с их северного конца. Выход с платформ к Манхэттенскому торговому центру производится с южного конца обеих платформ.
Восточная платформа станции короче, чем западная. Севернее станции располагаются многочисленные съезды, которые сейчас не используются для движения поездов на регулярной основе, а только во время сильных изменений в расписании.
Строительство станции осложнялось тем, что эту местность уже обслуживали другие транспортные компании (BMT и РАТН). Конкуренция была жёсткой — станцию строили в течение 10 лет. Метростроевцам пришлось копать гораздо глубже, чтобы «пройти» под BMT Broadway Line, а также не задеть очень развитую трубопроводную систему и не менее развитую электрическую сеть.
Примерно до середины 1980-х годов существовали ещё два, ныне закрытых прохода. Об одном из них — на Пенсильванский вокзал — написано выше (в описании пересадочного узла). Второй же проход соединял этот узел с соседним — 42nd Street / Fifth Avenue — Bryant Park. Он представлял собой длинный, тускло освещённый тоннель и был закрыт из-за совершённого там убийства.

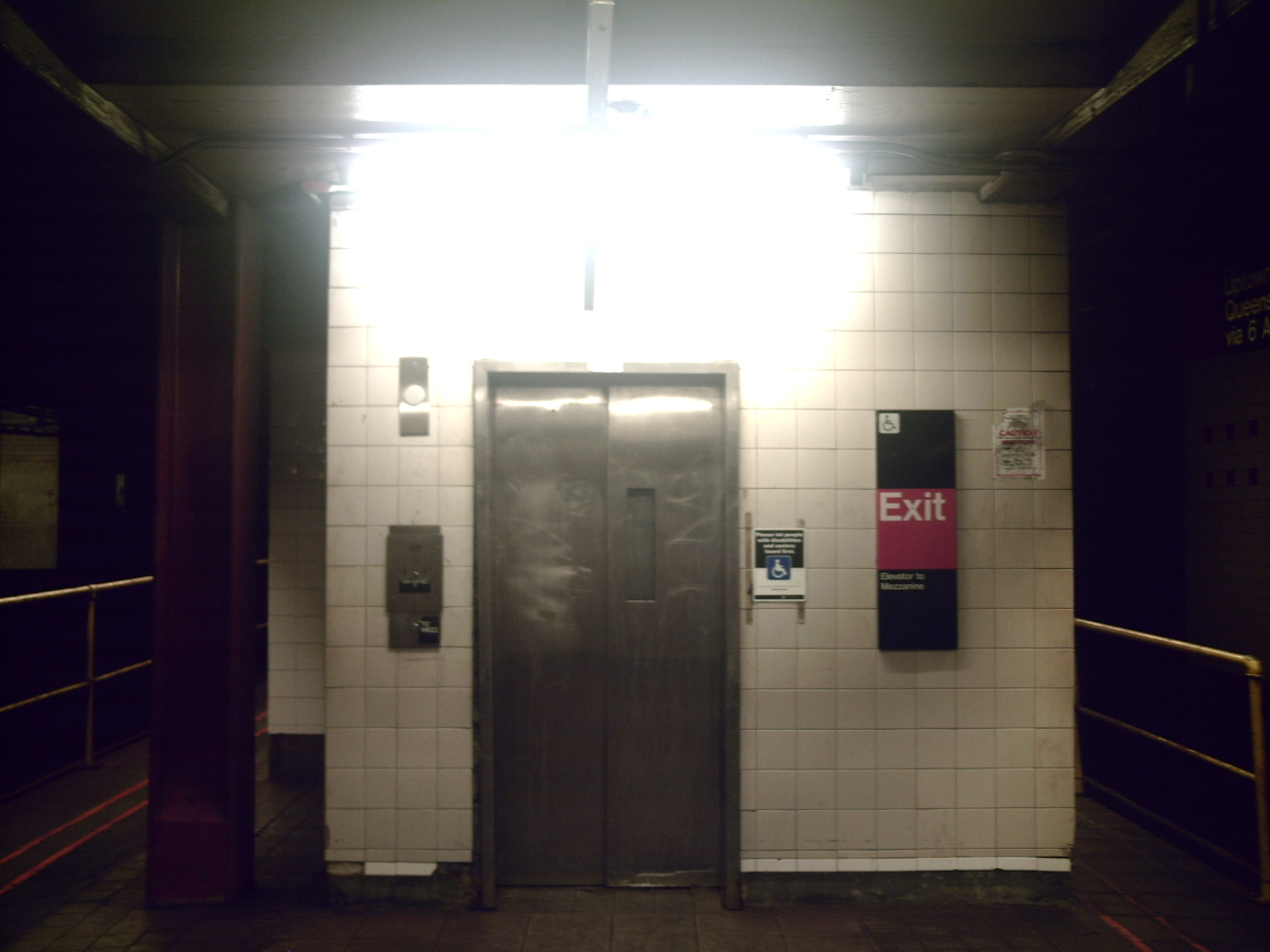
Лифт, расположенный на северном конце западной платформы

## Соседние станции
| Условные обозначения |
| для дней и часов работы маршрутов (более точно указано во всплывающих подсказках при этих обозначениях): |
| --- |
| круглосуточно круглосуточно, кроме ночи круглосуточно, кроме будней днём (либо часов пик) в пиковом направлении в будни днём (и, возможно, вечером) в будни круглосуточно в часы пик в будни днём (либо в часы пик) в пиковом направлении в будни днём (либо в часы пик) в направлении, обратном пиковому в выходные ночью ночью и в выходные (и, возможно, вечером) нет движения поездов |

| Предыдущая станция                        | ЛинияНазвание станции                                   | Следующая станция                                                       |
| ----------------------------------------- | ------------------------------------------------------- | ----------------------------------------------------------------------- |
| Таймс-сквер — 42-я улица · (N Q R W)      | линия Бродвея, Би-эм-ти 34-я улица — Геральд-сквер      | 14-я улица — Юнион-сквер · (N Q) · 28-я улица · (N Q R W)               |
| 42-я улица — Брайант-парк · (B D F <F> M) | линия Шестой авеню, Ай-эн-ди 34-я улица — Геральд-сквер | 23-я улица · (F <F> M) · Уэст Четвёртая улица — Вашингтон-сквер · (B D) |